# Göllü Dağ
Le Göllü Dağ est un volcan de type dôme de lave situé au centre de la Turquie. Il a produit de la rhyolite, de la rhyodacite et de l'obsidienne datée par traces de fission de 1,33 à 0,84 million d'années. Le dôme surmonte la caldeira de Derinkuyu, d'âge tertiaire. 